# Kob
Kob (Kobus kob) är en art i släktet vattenbockar som lever i Afrika, söder om Sahara på savanner och gräsbevuxna flodslätter från Senegal i väst till Sudan i öst. Vanligen räknar man med tre olika underarter, Buffons kob (K. k. kob), Ugandakob (K. k. thomasi) och vitörad kob (K. k. leucotis).

## Kännetecken
Pälsen på djurets rygg är orangerödaktig i färgen och ljusar sedan något ner längs kroppssidorna tills den övergår i vitt på undersidan av buken. Runt ögonen finns en vit ringformad teckning och även den övre delen av halsens undersida är vit. På både bakbenen och frambenen benen finns svarta streck. Mankhöjden är 70 till 100 centimeter och vikten 80 till 100 kilogram. Hanarna bär horn, som kan bli upp till 50 centimeter långa. Hornen är i profil något s-formade.

## Utbredning
Utbredningen för de olika underarterna omfattar för K. k. kob Senegal till Centralafrikanska republiken och Kongo-Kinshasa, för K. k. thomasi nordöstra Kongo-Kinshasa, sydvästra Sudan och Uganda, samt för K. k. leucotis Sudan, sydvästra Etiopien och nordöstligaste Uganda.

### Status
Koben betraktas som livskraftig av IUCN, och beståndet uppskattades år 1999 uppgå till cirka 95 000 individer för K. k. kob och omkring 100 000 individer för de två andra underarterna. På en del håll har koben dock drabbas på av habitatförlust och de olika populationerna har blivit mer isolerade från varandra och minskat i storlek.

## Levnadssätt
Koben är dagaktiv, men vilar vanligen under de varmaste timmarna mitt på dagen. Den lever i flockar som antingen består av honor och kalvar eller bara av hanar. En flock består vanligen av mellan 5 och 40 individer. Födan består huvudsakligen av gräs.